# Franqueville-Saint-Pierre
Franqueville-Saint-Pierre ist eine französische Gemeinde im Département Seine-Maritime in der Region Normandie. Die Gemeinde befindet sich im Arrondissement Rouen, im Kanton Le Mesnil-Esnard. Die Gesamtbevölkerung betrug zum 1. Januar 2022 6081 Einwohner, die Franquevillais genannt werden.

## Geographie
Franqueville-Saint-Pierre liegt im Südosten von Rouen. Umgeben wird Franqueville-Saint-Pierre von den Nachbargemeinden Saint-Aubin-Épinay im Norden und Nordosten, Montmain im Osten, Boos im Süden und Südosten, Saint-Aubin-Celloville im Süden und Südwesten, Belbeuf im Westen und Le Mesnil-Esnard im Nordwesten. 
Durch die Gemeinde führt die frühere Route nationale 14. 

## Geschichte
Franqueville-Saint-Pierre entstand 1970 aus den Gemeinden Notre-Dame-de-Franqueville und Saint-Pierre-de-Franqueville.

### Bevölkerungsentwicklung
| Bevölkerungsentwicklung | Bevölkerungsentwicklung | Bevölkerungsentwicklung | Bevölkerungsentwicklung | Bevölkerungsentwicklung | Bevölkerungsentwicklung | Bevölkerungsentwicklung | Bevölkerungsentwicklung | Bevölkerungsentwicklung |
| ----------------------- | ----------------------- | ----------------------- | ----------------------- | ----------------------- | ----------------------- | ----------------------- | ----------------------- | ----------------------- |
| Jahr                    | 1962                    | 1968                    | 1975                    | 1982                    | 1990                    | 1999                    | 2006                    | 2011                    |
| Einwohner               | 842                     | 1098                    | 2320                    | 3551                    | 4230                    | 5099                    | 5364                    | 6031                    |

## Sehenswürdigkeiten
- Kirche Notre-Dame im Ortsteil Saint-Pierre-Franqueville
- Kirche Saint-Pierre mit Glockenturm aus dem Jahre 1855
- Château de Franqueville aus dem 17. Jahrhundert
- Rathaus aus dem Jahre 2006

## Persönlichkeiten
- Gilbert Delahaye (1923–1997), Autor